# Macrobiotus vladimiri
Espèce
Macrobiotus vladimiri est une espèce de tardigrades de la famille des Macrobiotidae.

## Distribution
Cette espèce se rencontre au Trentin-Haut-Adige en Italie et au Bade-Wurtemberg en Allemagne. Elle a été découverte à Andalo à 1 050 m d'altitude et observée à Saint-Ulric en Forêt Noire.

## Description
Macrobiotus vladimiri mesure de 322 à 515 µm.

## Étymologie
Cette espèce est nommée en l'honneur de Vladimir I. Biserov.

## Taxinomie
Cette espèce est décrite après la mort de Vladimir Ivanovich Biserov (1951-1998),.

## Publication originale
- Bertolani, Biserov, Rebecchi & Cesari, 2011 : Taxonomy and biogeography of tardigrades using an integrated approach: new results on species of the Macrobiotus hufelandi group. Zoologiya Bespozvonochnykh (Invertebrate Zoology), vol. 8, no 1, p. 23-36 (texte intégral).